# 魏復古

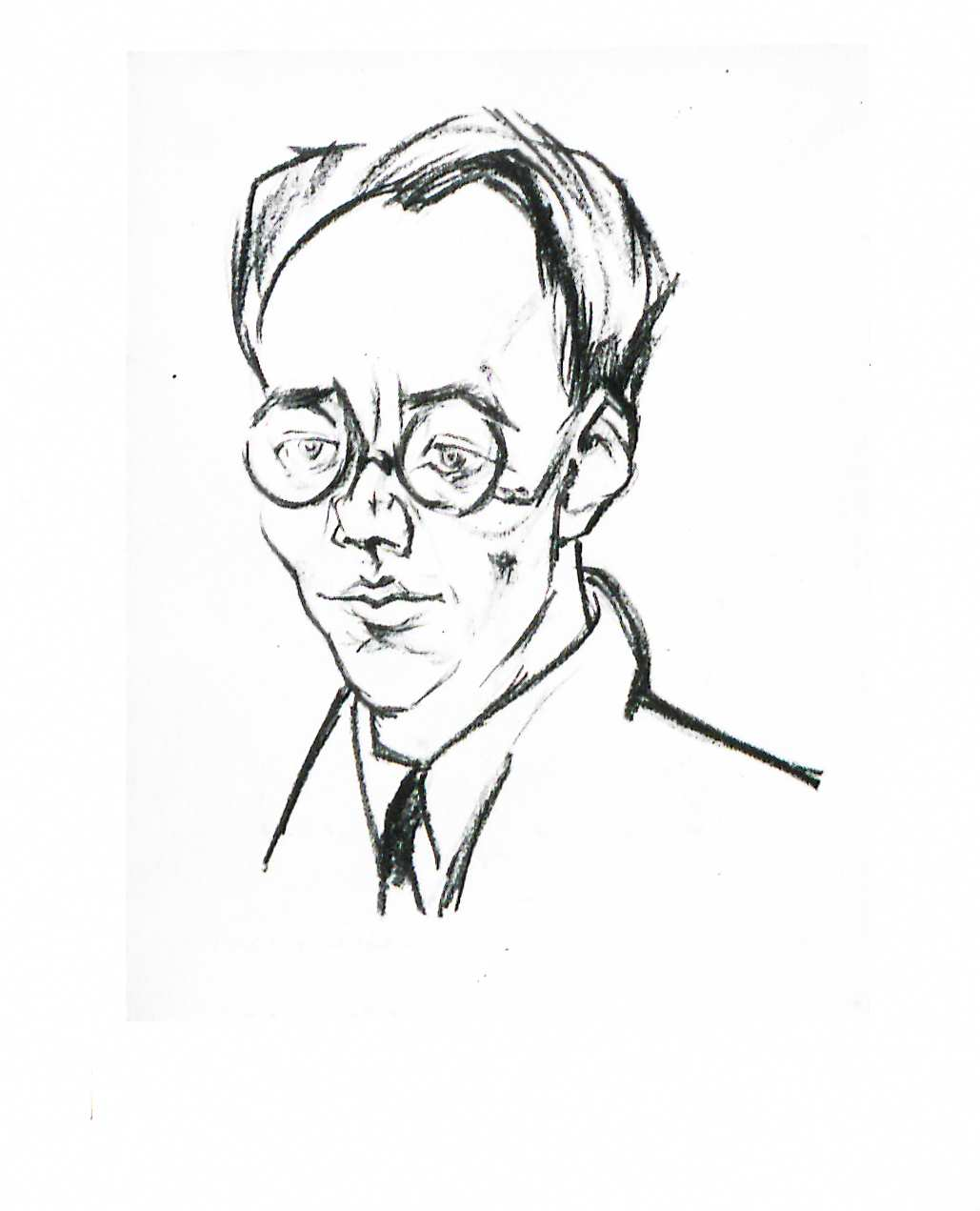
魏復古肖像（Lajos Tihanyi繪，1926年）

卡尔·奥古斯特·威特福格尔（德語：Karl August Wittfogel，1896年9月6日—1988年5月25日），漢名魏復古，德裔美国汉学家及歷史學家。出生于德国汉诺威。他提出东方专制主义理论，引起很大争论和影响。亦曾提出滲透王朝、征服王朝等歷史學名詞，並受到相當廣泛使用。

## 生平
1928年在法兰克福大学获得博士学位。1925—1933年是法兰克福学派大本营社会研究所成员。希特勒上台后，他被捕并关于集中营，但经国际性援救而获释，流亡美国。1939年成为美国公民。先任教于哥伦比亚大学，后到华盛顿大学，直至1966年退休。

## 政治倾向
他于1920年加入德国共产党，是活跃的党员，公开批评纳粹党。1939年8月，斯大林和希特勒签订和约，促使他重新思考共产主义，并逐渐成为共产主义意识形态的反对者。

## 中国研究
1935年曾到中国收集研究资料两年。著作有《中国社会与经济》和《地理学批判》以及若干篇关于孙中山的文章。主要成就是对中国古代社会的研究做出的。但其学说长期受到中國大陸学界的批评。1989年《东方专制主义》中译本在中国出版，很快遭禁。
1938年，太平洋国际学会国际秘书处给王毓铨寄来“中国历史资料编译计划”，并写信来聘请他以专家身份去作编译工作。1938年12月王毓铨到达美国，德国人魏特夫是中国历史资料的主编，王毓铨是编辑人之一。此时王毓铨、陈翰笙和美共以为魏特夫是德国共产党员，是德共的中国通。1941年11月德军打到莫斯科城下时，魏特夫公开称在三个月之内苏联红军一定被打垮投降亡国，王毓铨第一次发现魏特夫反苏反共，即与魏特夫辩论称：苏联红军是人民的军队，人民的军队是打不倒的。魏特夫说：王毓铨你的看法是错误的，斯大林把有才能的将领都杀掉了，所以苏联红军一定失败。魏特夫表示反对第三国际，反对苏联。从这以后，在太平洋国际学会工作的王毓铨、陈翰笙认为魏特夫叛离了德共。王毓铨同魏特夫时常发生辩论，两人的关系越来越坏，王毓铨即决定不再为魏特夫做工作了，埋头按照自己兴趣研究史料为时达三四年之久。1946年魏特夫向太平洋国际学会控告王毓铨想成立工会反对他，王毓铨向陈翰笙商议后辞去太平洋国际学会工作。

## 主要著作
- 《东方专制主义--对于极权力量的比较研究》，中国社会科学出版社，1989年

### 引用
1. ↑  村上正二著，鄭欽仁譯：〈征服王朝（上）〉，《食貨月刊》10卷8期（1980年11月），頁355-368；〈征服王朝（下）〉，《食貨月刊》10卷9期（1980年12月），頁402-412。